# ㅡ
是朝鮮語谚文的一个元音字母，在韩国的谚文字母表中排序第23，其名稱為。其平狀，在正音中代表天、地、人中之地。
在韩国的标准语中，其发音为閉後不圓唇元音/ɯ/。在朝鲜的文化语中，读作次闭次后圆唇元音/ʊ/。在庆尚方言中，读作中央元音/ə/。
ㅡ在馬-賴轉寫中被转写为ŭ；在文观部式中被转写为eu。
ㅡ在朝鲜语盲文中，被表记为。其摩尔斯电码为“－・・”。

## 合字
- ㅡ+ㅣ=ㅢ [ɰi]

## 字符编码
| 種類               | 用途 | Unicode | HTML     |
| ------------------ | ---- | ------- | -------- |
| 諺文相容字母       | ㅡ   | U+3161  | &#12641; |
| 諺文字母應用       |      | U+1173  | &#4467;  |
| 漢陽私人使用區應用 |      | U+F846  | &#63558; |
| 半形字母           | ￚ    | U+FFDA  | &#65498; |